# Fa Ngum
Fa Ngum, dont le nom complet est « Somdetch Brhat-Anya Fa Ladhuraniya Sri Sadhana Kanayudha Maharaja Brhat Rajadharana Sri Chudhana Negara » (Muang Sua, 1316 - Muong-Nan, 1374), est considéré comme le fondateur du royaume lao du Lan Xang (« million d'éléphants ») en 1354.

## Biographie
Fa Ngum était un petit-fils de Souvanna Khamphong, gouverneur de Xieng Dong Xieng Thong, ancien nom de Luang Prabang et descendant de Khoun Bourom (en), souverain plus ou moins mythique du VIIIe siècle. Enfant, il fut exilé avec son père à la cour Angkor. Le souverain khmer leur donna une armée de 10 000 hommes pour limiter les empiètements des souverains siamois d'Ayutthaya.
Selon Paul Levy, l'histoire de la reconquête du pays prend dans les textes historiques lao « l'allure d'une épopée semi-légendaire ». Cet auteur ne met cependant pas en doute l'existence de Fa-Ngum et le rôle qu'il a joué dans l'unification du pays lao et le renouvellement de sa culture.
Victorieux de son grand-père, Fa-Ngum accéda au trône de l'actuelle Luang Prabang en 1353. C'est alors qu'il aurait donné à son royaume le nom de Lan Xang. Il imposa sa suzeraineté au royaume de Vientiane et aux principautés du Sip-Song-Pha-Na et de Lan-Na. Il poussa ensuite ses conquêtes jusqu'à la chaîne annamitique, à l'est, en négociant la délimitation de ses nouvelles frontières avec le Viêt Nam, puis il envahit avec une grande brutalité le plateau de Khorat (au nord-est de la Thaïlande actuelle). Le roi d'Ayutthaya Borommaracha I se soumit en payant un tribut en en donnant à Fa Ngum sa fille comme épouse.
Sur le plan culturel, il relança et réforma le bouddhisme local sous la direction de son ancien précepteur bouddhique khmer. Celui-ci et des artisans khmers apportèrent dans la capitale de Fa Ngum des textes sacrés et une statue miraculeuse du Bouddha, le P'ra Bang qui donna son nom à la capitale.
Les succès conduisirent Fa-Num à de tels excès que ses ministres furent obligés de le détrôner en 1373. Il mourut exilé à Muong-Nan en 1374. Son fils, connu sous le nom de Samsenthaï, lui succéda.